# Urciorul de aur
”Urciorul de aur” este o narațiune fantastică, semnată de E.T.A. Hoffmann, care aparține ciclului “Fantezii în maniera lui Callot” și cuprinde iubirea studentului Anselmus pentru frumoasa Serpentina. Numeroasele situații fantastice, încercări prin care trece eroul, amintesc de basmele din literatura noastră.
Narațiunea aduce în prim-plan unul dintre conflictele clasice ale romantismului: cel dintre realitatea restrictivă și mediocră și imaginația poetică, înzestrată cu o nelimitată capacitate creativă.
Anselmus este un student cu o fire poetică și visătoare, dar și cu un ghinion ieșit din comun, care-l împinge spre visare, spre izolarea de lumea reală. Neîndemânarea sa în societatea Dresdei provine din capacitatea sa de a percepe lumea populată de ființe magice, cum ar fi arhivarul Lindhorst și fiica sa, șerpoaica verde Serpentina. Anselmus intuiește existența acestei lumi fantastice în urma altercației cu o precupeață, în ziua Înălțării Domnului. Rămas fără banii de buzunar, el se duce pe malul Elbei, de unde aude un clinchet de cristal. Apropiindu-se de socul din care se auzea sunetul, a zărit trei șerpoaice de aur verde și s-a îndrăgostit de cea cu ochii albaștri.
La propunerea directorului Paulmann, Anselmus s-a dus la arhivarul Lindhorst, care l-a angajat să-i copieze manuscrise rare din limba arabă și copte.
Veronica, fiica lui Paulmann, fiind îndrăgostită de Anselmus, a apelat la o vrăjitoare pentru a o ajuta să dobândească dragostea acestuia. Vrăjitoarea era doica din copilărie a fetei, vrăjmașa lui Lindhorst, dar și precupeața cu care Anselmus s-a certat în piață în ziua Înălțării. Cele două s-au dus într-o noapte la o răscruce de drumuri și, rostind un descântec malefic, au creat o oglindă cu ajutorul căreia fata îl putea face pe alesul inimii sale să se gândească la ea.
Anselmus traducea textele într-o cameră, după ce arhivarul îi prezentase casa în întregime și după ce zărise într-o încăpere albastră un urcior de aur. Studentul nu trebuia să greșească în copierea manuscriselor și să nu scape, sub nici o formă, vreo picătură de cerneală pe originale. Când a primit manuscrisul intitulat „Despre căsătoria salamandrei cu șerpoaica verde”, Serpentina, cea cu ochi albaștri, i s-a înfățișat și i-a povestit despre ce era vorba. Salamandra era Lindhorst, iar șerpoaica verde era mama ei și a celor două surori ale sale, asupra cărora fusese rostită o vrajă. Fiecare dintre ele trebuia să vrăjească pe cineva astfel încât să se îndrăgostească de ele și fiecare avea câte un urcior. Serpentina îl avea pe cel de aur.
Deși părea să fie îndrăgostit de șerpoaica de aur verde, studentului i-a tresăltat inima la vederea Veronicăi și toate lucrurile care, mai înainte, păreau minunate în casa arhivarului, acum îi păreau fade.
Anselmus a sfârșit copierea manuscrisului, iar Lindhorst i-a dat altul, însă pe acesta, studentul a picurat cerneala din greșeală și a sfârșit închis într-o sticlă, pe un raft, unde a descoperit că nu era singur, ci erau lângă el mai mulți studenți închiși din același motiv. Dintr-un ceainic a apărut, dintr-o dată, vrăjitoarea, care a râs de nenorocirea lui; însă, după o luptă crâncenă cu Lindhorst, acum sub identitatea Salamandrei, vrăjitoarea a fost ucisă, iar Anselmus a sărit din sticla ce-l ținea captiv direct în brațele Serpentinei.
Deși, Veronica era atrasă de student, ea a acceptat cererea în căsătorie a noului consilier aulic, domnul Heerbrand și le-a povestit, atât lui, cât și lui Paulmann, tatăl său, tot adevărul despre Lindhorst, vrăjitoare și oglinda fermecată.
Ca proaspăt ginere al arhivarului, Anselmus s-a mutat, împreună cu Serpentina, la moșia acestora din Atlantida – simbolul perfect al universului romantic: o lume imaginară, dar înzestrată cu o existență obiectivă.